# Torneo de Tianjin 2017
El Tianjin Open 2017 fue un torneo de tenis profesional jugado en canchas duras. Fue la 4.ª edición del torneo, que formó parte de la WTA Tour 2017. Se llevó a cabo en Tianjin (China) entre el 9 y el 15 de octubre de 2017.

## Cabezas de serie

### Individuales femenino
| Tenista            | Ranking | Preclasificada |
| Caroline Garcia    | 15      | 1              |
| Petra Kvitová      | 18      | 2              |
| Shuai Peng         | 25      | 3              |
| Donna Vekić        | 45      | 4              |
| Yulia Putintseva   | 47      | 5              |
| Maria Sakkari      | 50      | 6              |
| Lesia Tsurenko     | 51      | 7              |
| Alison Riske       | 53      | 8              |
| Irina-Camelia Begu | 57      | 9              |

- Ranking del 2 de octubre de 2017[2]

### Dobles femenino
| Tenistas                              | Ranking | Preclasificadas |
| Kateryna Bondarenko Alla Kudryavtseva | 164     | 1               |
| Nao Hibino Danka Kovinić              | 167     | 2               |
| Nina Stojanović Dalila Jakupović      | 169     | 3               |
| Liang Chen Lu Jingjing                | 210     | 4               |

## Campeonas

### Individual femenino
María Sharápova venció a  Aryna Sabalenka por 7-5, 7-6(10-8)

### Dobles femenino
Irina-Camelia Begu /  Sara Errani vencieron a  Dalila Jakupović /  Nina Stojanović por 6-4, 6-3